# Michał Okurzały

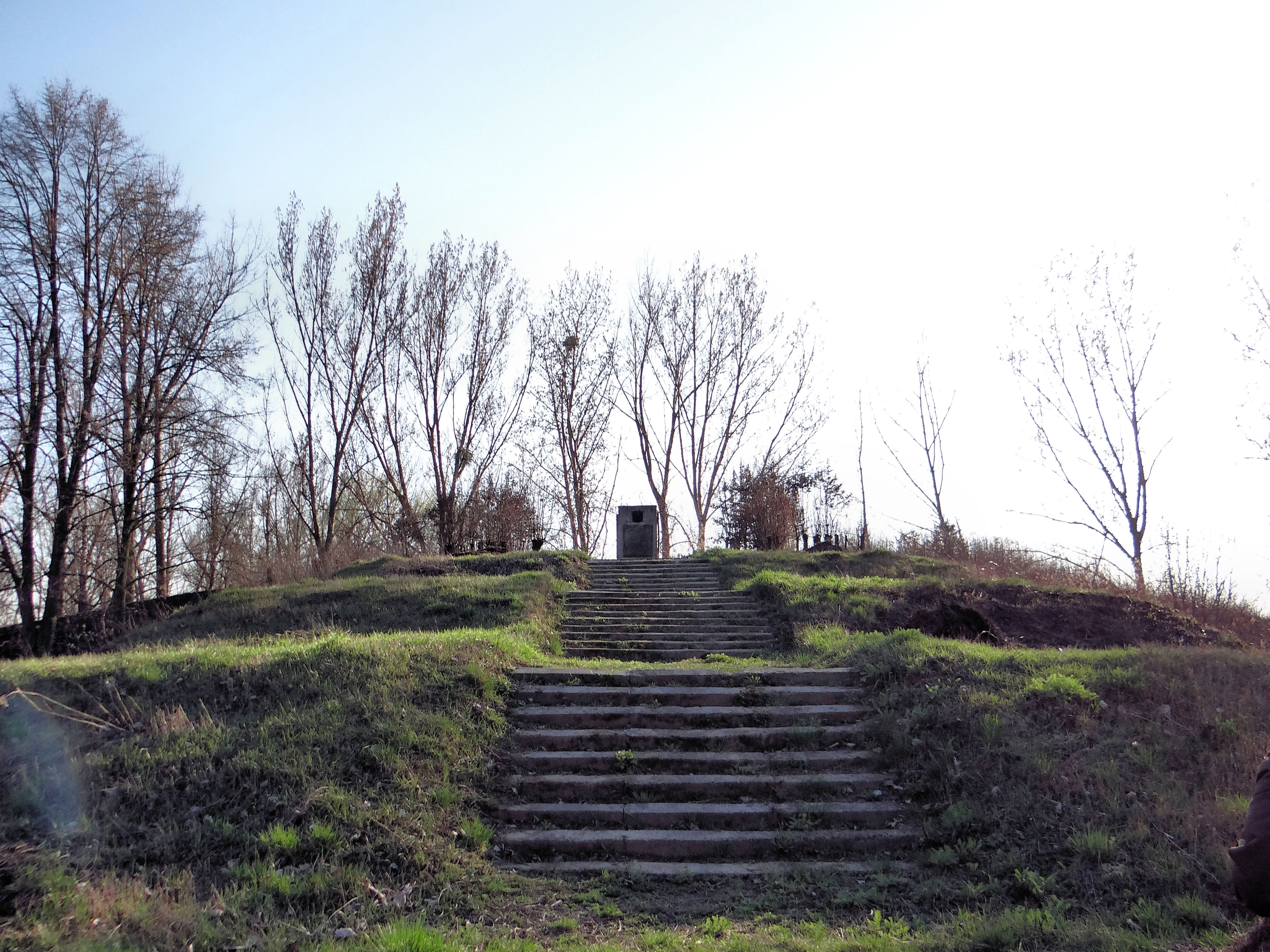
Kurhan kaprala Michała Okurzałego w Zajezierzu

Michał Okurzały (ur. 28 kwietnia 1919 w Białym Potoku, zm. 2 sierpnia 1944 w rejonie wsi Głusiec) – członek Związku Strzeleckiego, kapral ludowego Wojska Polskiego, uczestnik II wojny światowej.

## Życiorys
Michał Okurzały pochodził z patriotycznej rodziny mieszkającej na Podolu. Podczas II wojny światowej, w październiku 1940 roku powołany został do Armii Czerwonej, w grudniu 1942 roku przeniesiono go w okolice Stalingradu, gdzie wziął udział w obronie miasta. W 1943 roku zgłosił się do ludowego Wojska Polskiego formowanego w ZSRR, w obozie nad Oką. Uczestniczył w bitwie pod Lenino, jako radiotelegrafista w kompanii łączności 2 pułku piechoty 1 Dywizji Piechoty im. Tadeusza Kościuszki. Po bitwie pod Lenino służył jako łącznościowiec w baterii dział 76 mm 2 pułku piechoty. Michał Okurzały zginął bez wieści w czasie forsowania Wisły w rejonie Górnego Dęblina, a jego miejsce pochówku jest do dziś nieznane.  
Pułkownik w stanie spoczynku Jerzy Lewandowski był świadkiem śmierci Okurzałego. Latem 1944 roku podczas forsowania Wisły pod Dęblinem przez siły 2 pułku piechoty na przyczółku w rejonie wsi Głusiec kierował ogniem polskiej artylerii poprzez radiostację. Okrążony przez Niemców, widząc śmierć kolegów, nie poddał się, lecz skierował ogień na siebie. Zginął, a wraz z nim wielu wrogów. Pułkownik Lewandowski (wówczas również telegrafista w sztabie) znał Okurzałego osobiście i słyszał jego ostatnią rozmowę z dowódcą: „Niemcy nas okrążyli. Atakują ze wszystkich stron. Bijcie na mnie! Niech żyje Polska!”. Według innej wersji, oprócz wspomnianych wyżej słów w meldunku miał także przekazać informacje o śmierci por. Władysława Jakubowskiego.

## Upamiętnienie
Imię Michała Okurzałego nosi (nosiło) kilka szkół (między innymi szkoły podstawowe w Tąpkowicach, Zagórowie i Zajezierzu) oraz ulice w wielu polskich miastach.
2 sierpnia 1966 roku Minister Obrony Narodowej nadał imię szeregowego Michała Okurzałego 2 Ośrodkowi Rozpoznania Radioelektronicznego w Przasnyszu.

## Odznaczenia
- Krzyż Walecznych – pośmiertnie
- Krzyż Bitwy pod Lenino – pośmiertnie